# Lilla barnets fond
Lilla barnets fond är en ideell förening som stödjer forskning om nyfödda barn. Föreningen grundades den 8 oktober 2008. Enligt stadgarna främjar föreningen forskning om omständigheter under graviditet, förlossning och nyföddhetsperiod som leder till sjukdom hos det nyfödda barnet. Man vill också stödja utveckling av nya metoder för diagnostik och behandling inom neonatalvården, samt öka allmänhetens kunskap om hälsa och sjukdom hos ”det lilla barnet”.  Lilla barnets fond har ett 90-konto vilket innebär att föreningen står under kontroll av Svensk Insamlingskontroll.
Pengar till forskning samlas in på olika sätt, till exempel genom direkta donationer och genom försäljning av gåvo- och minnesbrev. Eftersom fonden är statuerad som en ideell förening så utgör medlemsavgifter en ökande andel av intäkterna. I oktober 2010 utdelades forskningsmedel för första gången, i närvaro av H.K.H  Prins Carl Philip. Totalt fördelades 260 000 kr till fem forskare. .
H.K.H  Prins Carl Philip är officiell beskyddare av Lilla barnets fond. 
Fonden har även ett antal ambassadörer Kattis Ahlström, Annika Sörenstam, Marcus Birro, Balcarras Crafoord, Kenneth Johansson , Rose-Marie Millberg, Nina Philipson och Victoria Sandell Svensson.